# Ведугский район
Ведугский район — административно-территориальная единица в составе Воронежской области РСФСР, существовавшая в 1935—1959 годах. Административный центр — село Нижняя Ведуга.

## Население
По данным переписи 1939 года в Ведугском районе проживало 28 708 чел., в том числе русские — 99,3 %.

## История
Ведугский район был образован 18 января 1935 года из части территории Землянского района.
По данным 1940 года район включал 10 сельсоветов: Гнилушанский, Избищенский, Кондрашевский, Меловатский, Нижне-Ведугский, Никольский, Стадницкий, Старо-Ведугский 1-й, Старо-Ведугский 2-й и Старо-Ольшанский.
4 марта 1959 года Ведугский район был упразднён, его территория вошла в состав Семилукского района.